# 一五式飛行艇
一五式飛行艇（Hiro H1H）
一五式一号飛行艇
- 用途：偵察機
- 分類：飛行艇
- 設計者：橋口義男
- 製造者：広海軍工廠
- 運用者：大日本帝国海軍
- 生産数：65機
- 生産開始：1927年（昭和2年）
- 退役：1938年（昭和13年）
- 運用状況：退役

一五式飛行艇(H1H)は1920年代の大日本帝国海軍で運用された飛行艇で、日本人設計による初の飛行艇である。

## 概要
1926年（大正15年）海軍は陳腐化が目立つF-5号飛行艇に替わる飛行艇の試作を広海軍工廠に下命し、広工廠では後に川西航空機で辣腕を揮う橋口義男造船大尉を設計主務者として開発を開始した。
一五式飛行艇はF-5号飛行艇に倣った艇体ではあるが、主翼は速度向上を図る為面積を減らし、かつ厚翼とし剛性を高め、翼間支柱を1張間としている。これが一五式の外観上大きな特徴となっており、この翼組は構造材を金属に変えただけで後の八九式飛行艇にそのまま応用されている。エンジンにはロレーヌ 12Eのライセンス生産権を購入した中島飛行機が製造した「ローレン四五〇馬力発動機」を採用した。
初号機は1927年（昭和2年）秋に完成し、小規模な改修があったものの、操縦性、安定性共に良好とされ一五式飛行艇として制式採用された。生産は広廠の他愛知航空機でも行なわれ、横須賀工廠では全金属製の物が試作された。生産は1934年（昭和9年）まで65機余りに達し、支那事変当時も練習用として使われていたとされている。

## 派生型
一五式一号飛行艇(H1H)
ローレン四五〇馬力水冷W型12気筒発動機2基搭載、2翅プロペラ。
一五式一号改一飛行艇(H1H2)
ローレン四五〇馬力発動機2基搭載、艇体を全金属化。
一五式二号飛行艇(H1H3)
ローレン四五〇馬力発動機2基搭載、4翅プロペラ。

## 性能諸元
※使用単位についてはWikipedia:ウィキプロジェクト 航空/物理単位も参照
- 乗員：5名
- 全長：15.11 m
- 翼幅：22.98 m
- 全高：5.19 m
- 翼面積：125.00 m2
- 自重：4,020 kg
- 全備重量：6,100 kg
- エンジン：ローレン四五〇馬力水冷W型発動機×2
- 最大速度：170 km/h
- 航続距離：14.5 時間
- 上昇時間：3,000 m / 33'50'
- 武装： 7.7 mm旋回機銃 ×2

爆弾類300kgまで